# Dopp i kopp
Dopp i kopp är en maträtt som utgår från smält smör blandat med lök. Den vanligaste löksorten att använda är gräslök, men även andra sorter kan användas. Mat, vanligen potatis, doppas sedan i det smälta smöret, men även sill, bröd och ägg kan doppas för att sedan ätas.
Rätten är en traditionell maträtt i Tornedalen, då denna maträtt har ingått i tornedalingarnas kultur under en längre tid, men rätten är även populär i Finland.
Dopp i kopp klassificeras som fattigmanskost, eftersom den ofta åts av de fattiga i Tornedalen på grund av att det var enkelt att både skaffa ingredienser samt tillaga det. Vanligtvis används varken kryddor eller salt.